# Henschel Typ Herkules
Die normalspurigen Tenderlokomotiven der Bauart Typ Herkules waren von der Firma Henschel in Kassel hergestellte Industrielokomotiven der Bauart D n2t. Es sind sieben Lokomotiven bekannt, die im Rheinischem Braunkohlerevier sowie der Söhrebahn eingesetzt wurden. Die Konstruktion der Lokomotiven wurde später mit dem Henschel Typ Frankfurt weitergeführt. Die Lokomotiven vom Typ Herkules wurden bis Mitte der 1960er Jahre eingesetzt und dann ausgemustert und verschrottet. Es ist keine Lokomotive erhalten geblieben.

## Geschichte
Die Lokomotiven entstammen einem umfangreichen Programm von Nassdampf-Tenderlokomotiven für Industrie- und Privatbahnen von Henschel in Kassel von B-gekuppelten Lokomotiven mit etwa 350 PS bis zum E-Kuppler mit etwa 800 PS. Der Typ Herkules war eine der stärkeren D-gekuppelten Lokomotiven mit einer Leistung von ungefähr 500 PS und wurden im Henschel-Katalog unter dem Suchwort borha geführt. Im Henschel-Lieferkatalog wurde die Typenbezeichnung Herkules nicht aufgeführt, es war nur die Bauartbezeichnung D n2t oder Dt gelistet.
Seitens der folgenden Quelle gibt es noch vier weitere Lokomotiven, deren Einordnung nicht geklärt ist, so die Fabriknummern 11356 und 11357 für die Hafenbahn in Savona oder die 12470 und 12471 für die Zeche Ewald.

### Rheinische Braunkohlewerke 333 bis 337
Ganz zu Anfang beschafften die Braunkohlegesellschaften gebrauchte Lokomotiven der Staatsbahngesellschaften. Bereits früh wurden auch angebotene Industrielokomotiven, die meist in C n2t- oder D n2t-Ausführung, verwendet.
Für die Villebahn beschaffte die damalige Roddergrube AG 1909 eine stärkere Lokomotive bei Henschel mit der Fabriknummer 9300 und gab ihr die Betriebsnummer 10. Sie wurde im Übergabedienst eingesetzt und hatte zu den zusätzlichen Aufsätzen auf dem Kohlenkasten und dem Funkenfängerschornstein auch zwei Luftpumpen. Bis 1917 wurden vier weitere Lokomotiven des Typs mit den Fabriknummern 10981, 12320, 14291 und 15186 beschafft, sie erhielten die Betriebsnummer 11–14. Später bei Rheinbraun wurden die Lokomotiven mit den Betriebsnummern 333–337 geführt.
Als die Villebahn und deren Anschlussstellen elektrifiziert waren, wurden die Lokomotiven bis 1965 ausgemustert und verschrottet.

### Söhrebahn 1 und 2

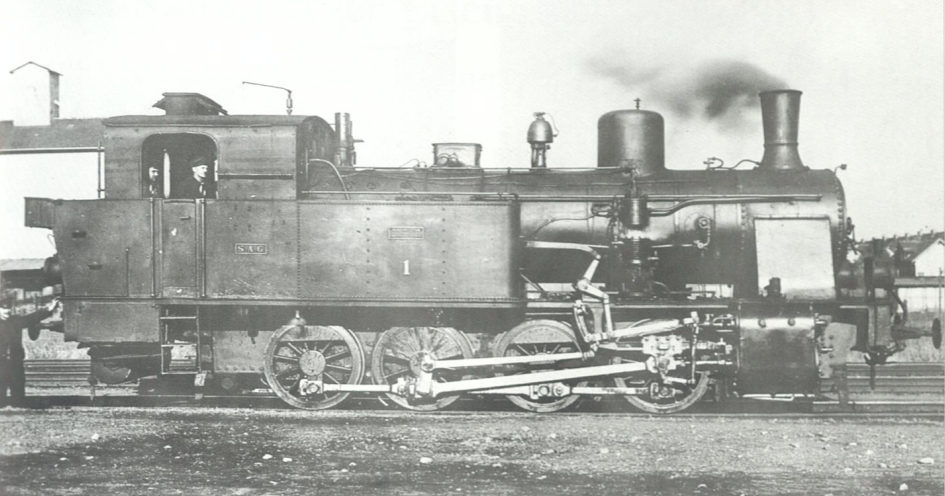
Lokomotive Henschel 11101 als Söhrebahn Nr. 1 in den 1950er Jahren

1912 beschaffte die Söhrebahn mit den Fabriknummern 11101 und 11102 zwei Lokomotiven des Typs und reihte sie für den damals sehr intensiven Basalt- und Braunkohlebergbau um Wellerode mit den Betriebsnummern 1–2 ein. Die Anschlüsse und der Personenverkehr mussten von den Lokomotiven bedient werden. Äußerlich sahen sie ähnlich wie die Lokomotiven von Rheinbraun aus, hatten aber keinen Funkenfängerschutz und keinen Kohlenkastenaufsatz. Die Wasserkästen waren etwas kürzer ausgeführt. Zu einem nicht bekannten Zeitpunkt wurden die Lokomotiven auf Heißdampf umgebaut. 1951 hat die Lokomotive 1 einen Ersatzkessel von der Bauform Henschel erhalten.
Sie waren bis Anfang der 1960er Jahre eingesetzt und wurden von den Diesellokomotiven Henschel DH 850 D abgelöst. 1962 wurden beide Lokomotiven ausgemustert und später verschrottet.

## Technik
Die Lokomotiven waren denen vom Henschel Typ Frankfurt bis auf wenige äußerliche Unterschiede sehr ähnlich. Unterscheidungsmerkmale waren der kleinere Dampfdom und die größere Anzahl von Sandkästen.
Die angegebenen technischen Daten entsprechen der Ausführung von Rheinbraun. Die beiden Lokomotiven der Söhrebahn wurden vermutlich mit Steinkohle betrieben und hatten demzufolge geänderte technische Daten in Bezug auf Rost und Dampfmaschine. Die Maschinen bei der Villebahn besaßen zwei Luftpumpen und einen seitlichen Druckluftbehälter für den Steigungsbetrieb. Der durchlaufende Blechrahmen hatte Querversteifungen bei den Kuppelradsätzen und den Rahmenenden. Der dritte Kuppelradsatz wurde angetrieben, seine Spurkränze waren um 15 mm abgeschwächt. Zusätzlich waren für einen guten Bogenlauf die zweite und vierte Kuppelachse mit einem Seitenspiel von ±20 mm im Rahmen gelagert. Das ergab den festen Achsstand von 2860 mm. Hinter dem Führerhaus lag der Kohlenkasten. Die Wasservorräte waren in seitlichen Kästen untergebracht, diese waren bei den einzelnen Lieferungen unterschiedlich ausgeführt. Die Steuerung erfolgte mit Flachschiebern. Der Kreuzkopf wurde einschienig auf der Gleitbahn geführt.
Der Kessel bestand aus drei Schüssen und hatte unterschiedliche Aufbauten. Normalerweise saß auf dem ersten Schuss der Dampfdom, auf dem zweiten war das Läutewerk platziert, und auf dem letzten Schuss saß ein Sandkasten. Es gab auch Fahrzeuge bei Rheinbraun, die einen zusätzlichen Sandkasten vor dem Dampfdom besaßen. Die Lokomotiven der Söhrebahn konnten die zweite Achse von vorn und die Treibachse von hinten sanden.
Die Lokomotiven waren mit Wurfhebelbremse sowie indirekter Bremse von Knorr ausgerüstet, die ersten drei Achsen konnten einseitig von vorn abgebremst werden. Zur Signalgebung dienten eine Dampfpfeife auf dem Führerhaus und das Läutewerk. Ursprünglich besaßen die Lokomotiven Petroleumbeleuchtung, später wurde diese durch eine elektrische Beleuchtung ersetzt. Der Turbogenerator saß neben dem Schornstein.